# Нил, Лиа (американская пловчиха)
Лиа Нил (англ. Lia Neal; род. 13 февраля 1995, Бруклин, Нью-Йорк) — американская пловчиха, специалистка по плаванию вольным стилем. Выступает за национальную сборную США по плаванию с 2012 года, серебряная и бронзовая призёрка Олимпийских игр, чемпионка мира, победительница Панамериканских игр.

## Биография
Лиа Нил родилась 13 февраля 1995 года в Бруклине, Нью-Йорк. Имеет афроамериканские и китайские корни.
Занималась плаванием во время учёбы в старшей школе Convent of the Sacred Heart в Нью-Йорке, состояла в местном плавательном клубе Asphalt Green Unified Aquatics.
Продолжила спортивную карьеру в Стэнфордском университете, в составе университетской команды «Стэнфорд Кардинал» неоднократно принимала участие в различных студенческих соревнованиях по плаванию, в частности в первом дивизионе Национальной ассоциации студенческого спорта входила в тройку лучших пловчих на дистанции 100 ярдов.
Первого серьёзного успеха на взрослом международном уровне добилась в сезоне 2012 года, когда вошла в основной состав американской национальной сборной и благодаря череде удачных выступлений удостоилась права защищать честь страны на летних Олимпийских играх в Лондоне. В программе эстафеты 4 × 100 метров вольным стилем вместе со своими соотечественницами завоевала бронзовую олимпийскую медаль, уступив в финале только командам из Австралии и Нидерландов. Также в этом сезоне удачно выступила на мировом первенстве на короткой воде в Стамбуле, где победила в той же дисциплине и стала бронзовой призёркой в комбинированной эстафете 4 × 100 метров.
В 2015 году на чемпионате мира по водным видам спорта в Казани взяла бронзу в эстафете 4 × 100 метров вольным стилем и серебро в смешанной комбинированной эстафете 4 × 100 метров. Одержала победу в эстафете 4 × 100 метров вольным стилем на летней Универсиаде в Кванджу.
В 2016 году благополучно прошла отбор на Олимпийские игры в Рио-де-Жанейро. На сей раз в эстафете 4 × 100 метров вольным стилем выиграла серебряную медаль, лучше американок здесь финишировали только спортсменки из Австралии.
На чемпионате мира по водным видам спорта 2017 года в Будапеште Нил победила в женской и смешанной эстафетах 4 × 100 метров вольным стилем.
В 2018 году на мировом первенстве на короткой воде в Ханчжоу четырежды поднималась на пьедестал почёта, в том числе получила три золотые медали и одну серебряную.
В 2019 году в эстафете 4 × 100 метров вольным стилем одержала победу на Панамериканских играх в Лиме и стала серебряной призёркой на чемпионате мира в Кванджу.